# Lin Yanjun
Det här är en artikel om en person med kinesiskt personnamn; Lin är familjenamnet.
Lin Yanjun, född 1 augusti 2002, är en kinesisk konstsimmare. Hennes tvillingsyster Lin Yanhan är också en konstsimmare.

## Karriär
Vid VM 2025 i Singapore tog Lin silver i det tekniska parprogrammet tillsammans med sin tvillingsyster Lin Yanhan samt var en del av Kinas lag som tog guld i både det tekniska och akrobatiska lagprogrammet.